# Браян Конецько
Бра́ян Коне́цько (англ. Bryan Konietzko) — американський художник-мультиплікатор, виконавчий продюсер, є одним з творців мультсеріалу Аватар: Останній Маг Повітря (англ. Avatar: The Last Airbender) та Аватар: Легенда про Корру (англ. The Legend of Korra), що був показаний на телеканалі Nickelodeon.

## Біографія

### Навчання
Браян Конецько закінчив середню школу Розвелла, штат Джорджія, на північ від Атланти, а потім він отримав академічну ступінь бакалавра в Род-Айлендській школі дизайну в 1998 році.

### Кар'єра
Браян Конецько працював Дизайнером персонажів в компанії Film Roman, створюючи персонажів для мультсеріалу «Гріффіни» (англ. Family Guy), також працював помічником режисера для мультсеріалів «Цар гори» (англ. King of the Hill) і «Місія Хілла» (англ. Mission Hill). Він працював художником розкадровки та артдиректором в мультсеріалі «Завойовник Зім» (англ. Invader Zim) для каналу Nickelodeon.
У 2012 році Майкл Данте ДіМартіно і Браян Конецько, творці мультсеріалу Аватар: Останній Маг Повітря, випустили новий мультсеріал, який називається Аватар: Легенда про Корру

### Повсякденне життя
Конецько веде свій онлайн фото-журнал, який регулярно оновлює. Браян Конецько також є учасником та продюсером групи «Ginormous», в якій він випустив кілька альбомів, у тому числі «Our Ancestors' Intense Love Affair» (укр. Пристрасний роман наших предків) і «At Night, Under Artificial Light» (укр. Вночі, під штучним освітленням).
В даний час Браян Конецько проживає в Лос-Анджелесі, штат Каліфорнія. Веган.